# Hülhoven
Hülhoven ist ein Ortsteil der nordrhein-westfälischen Stadt Heinsberg, der westlichsten Kreisstadt Deutschlands. 

## Geographie
Hülhoven ist ein klassisches Straßendorf mit mehreren landwirtschaftlichen Betrieben und besteht aus wenigen Straßen: Hülhovener Straße, Wälkesberg, Muldenweg und Hinter Halfes. Der Ort liegt zwischen den Heinsberger Stadtteilen Eschweiler und Dremmen an der Landstraße 228.

## Geschichte

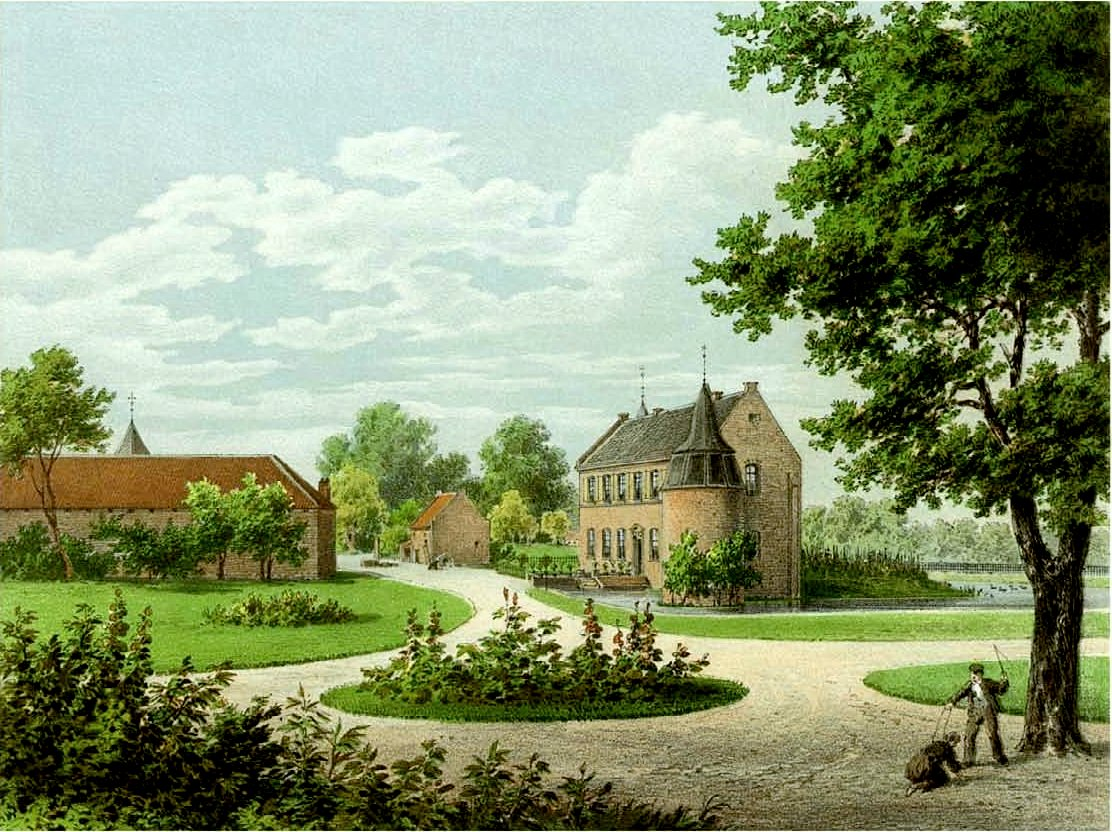
Haus Hülhoven um 1860, Bild aus der Sammlung Alexander Duncker

Hülhoven wurde erstmals im Jahre 1202 urkundlich erwähnt. Seit Anfang des 18. Jahrhunderts war Hülhoven Sitz einer freiherrlichen Familie, den Scheiblers, zu der Bernhard von Scheibler gehörte. Seit 1865 wurde in Hülhoven Bier gebraut; die Brauerei bestand unter verschiedenen Namen (1888 Brauerei Johann Hermans, 1904 Brauerei Peter Minkenberg, 1920 Brauerei Lambert Minkenberg) noch bis in das 20. Jahrhundert hinein. 1866 wurde über die Hälfte des Dorfes bei einem großen Brand vernichtet. Über mehr als 100 Jahre hatte Hülhoven eine eigene Volksschule, die am 30. Juni 1969 geschlossen wurde.

## Religion
Lange Zeit gehörte Hülhoven seelsorgerisch zur katholischen Pfarre Dremmen. Nach langem Ringen beschloss Ostern 1954 der Aachener Bischof Pohlschneider, die Orte Eschweiler, Grebben und Hülhoven und die Siedlung Hartenbauer von der Pfarre Dremmen zu lösen und zu einer selbständigen Pfarre zu machen. Inzwischen gehört Hülhoven mit zur Gemeinschaft der Gemeinden (GdG) bestehend aus:
- St. Lambertus, Dremmen
- St. Andreas, Eschweiler
- St. Josef, Horst
- St. Aloysius, Oberbruch
- St. Mariä Rosenkranz Porselen
- St. Lambertus Randerath
- St. Mariä Himmelfahrt Uetterath

## Sehenswürdigkeiten

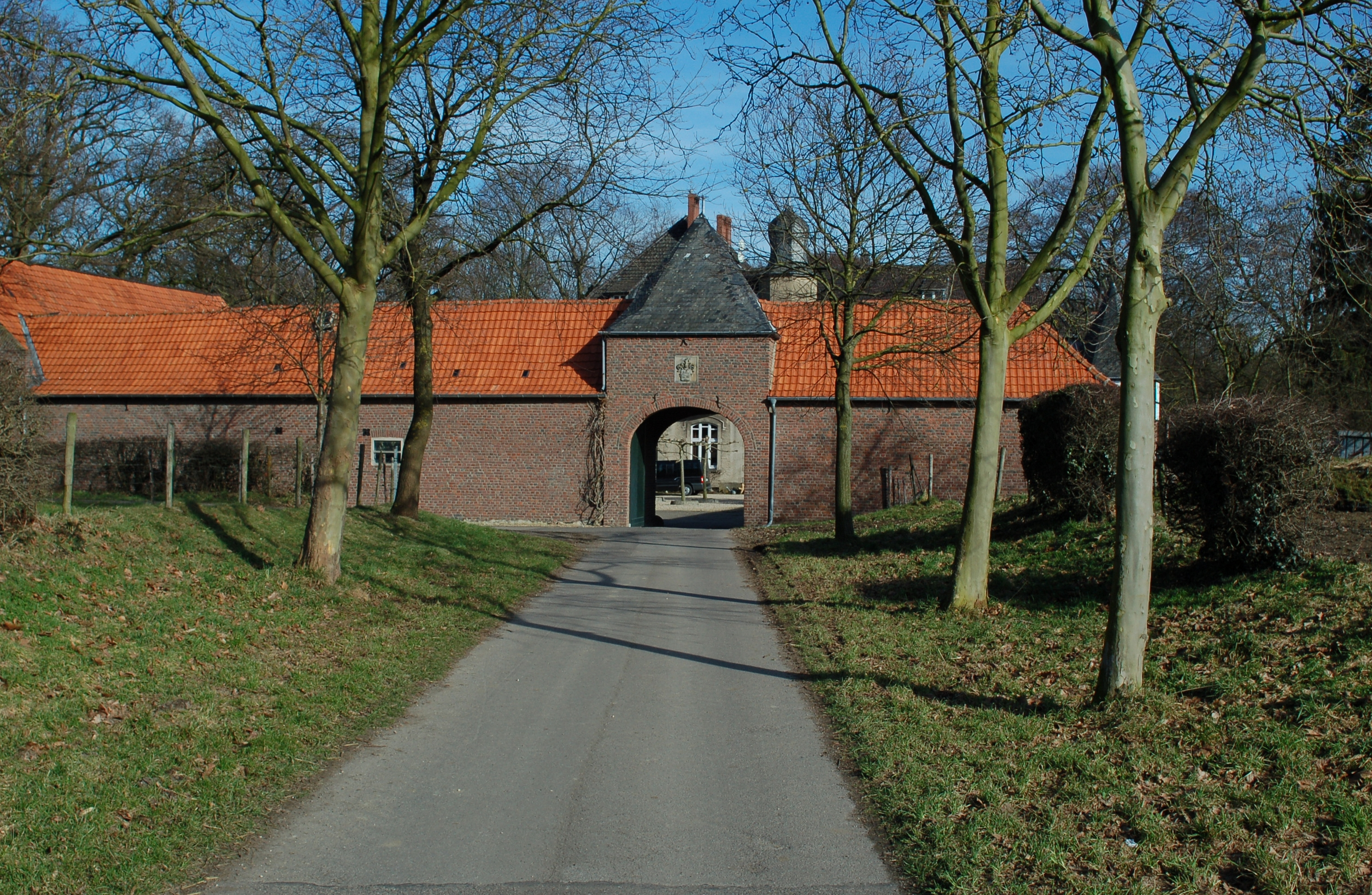
Haus Hülhoven

Nennenswert ist Haus Hülhoven, um 1610 war es im Besitz von Johan von Hülhoven. 1651 gelangte es in das Eigentum von Gisbert von Hülhoven, kaiserlicher Amtmann und Kommandant von Sittard (1656–1657). Er und sein Bruder besaßen auch die Hälfte des Loherhof's bei Uetterath. Die andere Hälfte dieses Gutes besaß Johan Speel. 1654 wurde Johan Ludwig van Olmissen (auch Mülstroe oder Muelstroe) Lehnsherr von Hülhoven und Eigentümer des Hauses. Er war ein Sohn von Anna von Hülhoven, Tochter von Otto Wilhelm. In der heutigen Form wurde Haus Hülhoven um ca. 1700 vom Freiherrn Mulart (auch Mulert) von Hülhoven neu errichtet. Im 19. Jahrhundert gelangte es in das Eigentum des Landrates und Freiherrn Bernhard Paul Friedrich Hugo von Scheibler, dessen Nachfahren es weiterhin bewohnen.
siehe auch Liste der Baudenkmäler in Heinsberg (Lage "Hülhoven")

## Kultur
Seit dem 21. Mai 2005 sind die Ortsteile Eschweiler, Grebben und Hülhoven mit ihren Vereinen in einem Ortsring organisiert.
Die Aufgaben des Ortsringes e. V. sind
- Erhalt und Förderung heimischen Brauchtums
- Landschafts- und Denkmalpflege
- Unterstützung kultureller Bestrebungen und Veranstaltungen
- Heimat- und Dorfpflege
- Dorfverschönerungsmaßnahmen
- Koordinierung von Terminen
- Erstellung eines Veranstaltungskalenders

## Wirtschaft und Infrastruktur

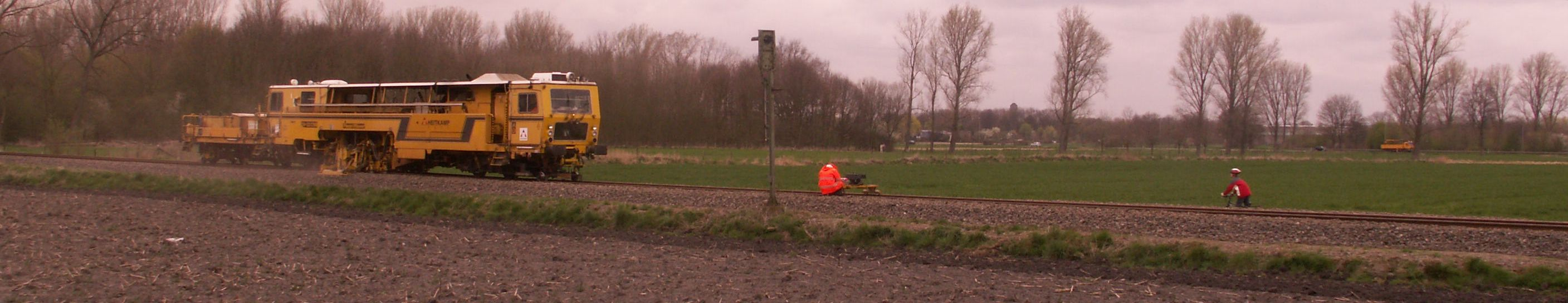
Gleisbauarbeiten auf der Wurmtalbahn bei Hülhoven im April 2007

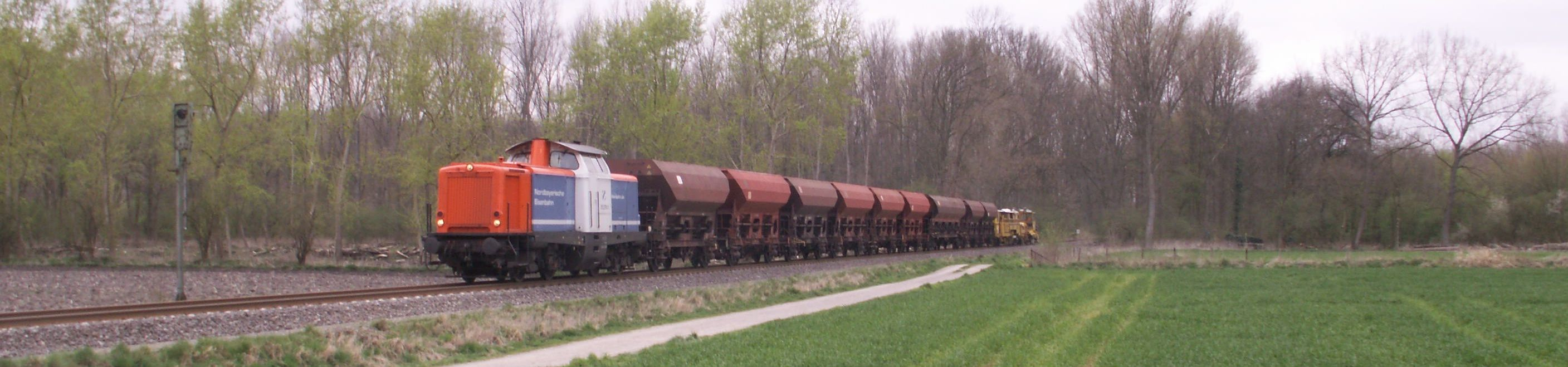
Gleisbauarbeiten im Hülhovener Feld

In unmittelbarer Nähe zu Hülhoven durchquert die Bahnstrecke Heinsberg-Lindern die Wurmniederung.
Durch Hülhoven verläuft die Buslinie 493, welche auf unterschiedlichen Linienführungen zwischen der Stadt Heinsberg und dem Bahnhof Lindern eine Verbindung herstellt. Bedient werden dabei die Ortsteile Schafhausen, Eschweiler, Oberbruch, Hülhoven, Dremmen, Porselen, Horst und Randerath.
| Linie | Verlauf |
| ----- | --- |
| 493   | Heinsberg Busbf – (Heinsberg Kreishaus –) Schafhausen – Eschweiler – Grebben – Oberbruch – Hülhoven – Dremmen – (Dremmen Bf –) Porselen – Horst – Randerath – (Lindern Linnicher Str. ←) Lindern Bf – Linnich-SIG Combibloc |

## Sonstiges
In Hülhoven steht eine der ca. 2000 Messstellen des Radioaktivitätsmessnetzes des Bundesamtes für Strahlenschutz (BfS) über den die sogenannte Gamma-Ortsdosisleistung ermittelt wird.